# Ulla Sell
Ulla Sell (født 22. juli 1949) er opvokset i en kunstnerfamilie og er uddannet skuespiller og operasanger. Hun fik sit sanger- og skuespillerdebut på Det Ny Teater i The Phantom of the Opera i 2003, og senere spillede hun roller i Beauty and the Beast (2005) og The Producers (2006) på Det ny Teater. Hun medvirkede derefter i Oliver! i Tivoli, og senest i flere opera- og musikteaterforestillinger på Malmö Opera.